# Trường d'Adran Đà Lạt

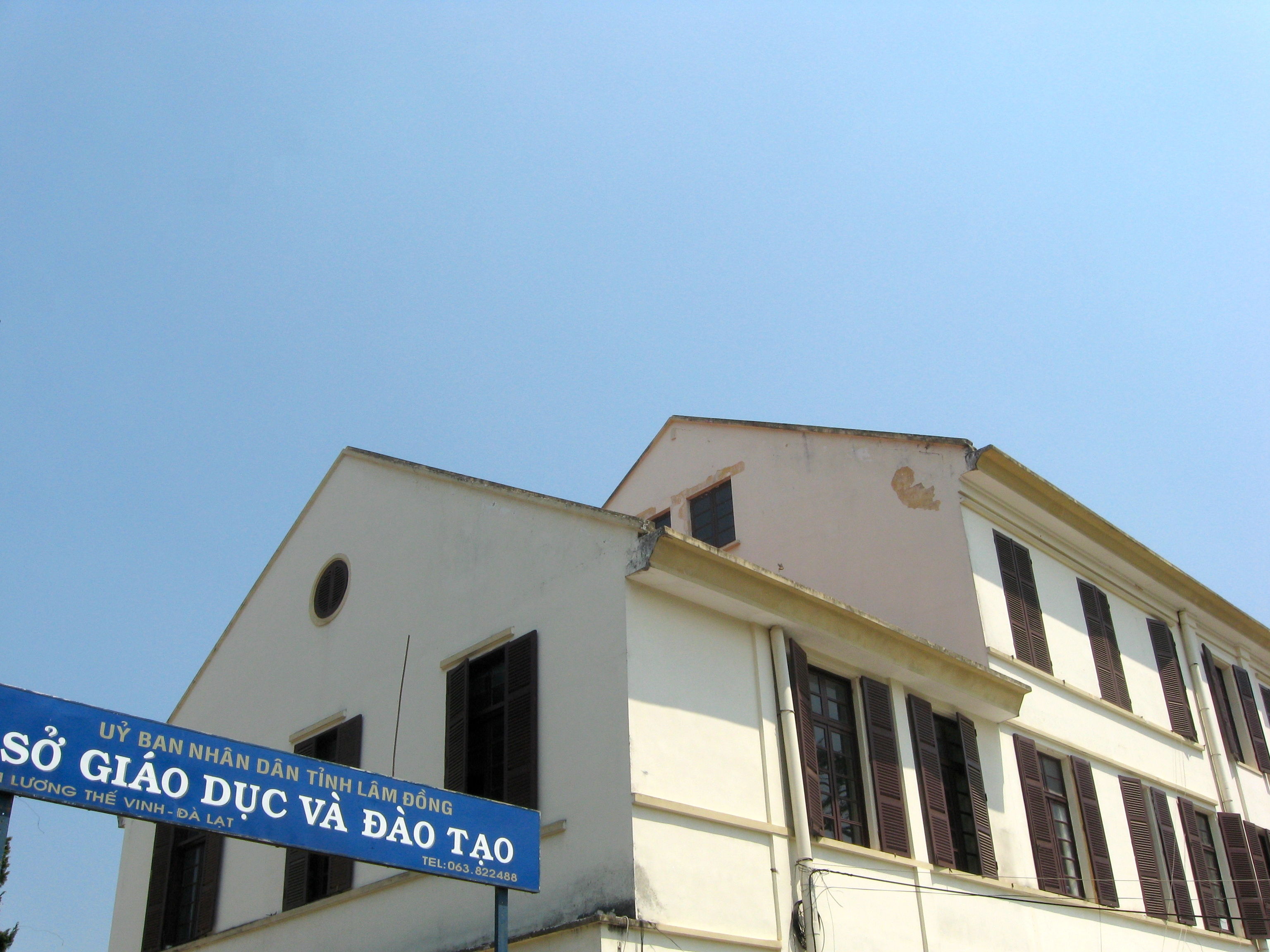
Trụ sở Sở Giáo dục và Đào tạo tỉnh Lâm Đồng, trước đây là Trường d'Adran Đà Lạt.

Trường d'Adran Đà Lạt do các sư huynh dòng La San lập ra năm 1941, tọa lạc bên cạnh khu rừng Ái Ân cũ. Trường còn có tên gọi là Lasan Adran. Trường khởi đầu dạy bậc tiểu học, sau dạy thêm đến trung học. Cũng giống như Trường d'Adran Sài Gòn, Trường d'Adran Đà Lạt do các tu sĩ dòng La San điều khiển. Tên trường được đặt tên theo chức của Giám mục Bá Đa Lộc, tên thật là Pigneau de Behaine, Giám mục hiệu tòa Adran (évêque d'Adran).
Vào những năm 1972 - 1975, trường D'Adran được Frere Herman tiếp nhận là hiệu trưởng (frere Herman vừa từ trần năm 2008 tại Pháp). Trường có phòng nội trú cho học sinh từ xa đến học. Phòng ngủ có thể chứa đến gần 100 học sinh nội trú, và Frere Julien trông nom khu vực nội trú (vừa qua đời vài năm). Dưới phòng ngủ là phòng tập thể dục, bóng bàn, tập Judo,...), còn trên phòng ngủ là phòng cho các sư huynh (frere) và có dành ra một phòng để học sinh tập cho ban nhạc riêng của nhà trường. Phía sau trường là sân bóng đá.
Những năm thời còn Cựu Hoàng Bảo Đại, con của vua Bảo Đại là Bảo Long, Bảo Thắng đã từng học ở đây. Con trai của toàn quyền Dumert cũng đã từng học nơi đây. Thời Việt Nam Cộng hòa, có cháu của Thượng Nghị Sĩ Hoàng Kim Quy học tại đây 3 năm, con trai của tỉnh trưởng Đà Lạt cũng học nơi đây.
Trường Adran đã đào tạo lớp học sinh có kiến thức và đạo đức cho xã hội. Cùng với các trường Lasan trên toàn quốc, đã góp phần tạo nên một thế hệ học sinh biết sống cho xã hội, kiên trì học tập và một cách sống vì tha nhân.
Sau khi chiến tranh Việt Nam kết thúc, trường bị tịch thu năm 1975 và hiện nay là trụ sở Sở Giáo dục và Đào tạo tỉnh Lâm Đồng.